# Albert Dorville
Albert Dorville, znám též jako Albert Le Comte d’Orville (12. srpna 1621 Brusel, Belgie – 8. května 1662 Ágra, Indie) byl belgický jezuitský misionář v Číně a kartograf.

## Životopis
Dorville byl synem šlechtice a většinu svého mládí strávil na dvoře hraběte z Neuburgu. V roce 1646 vstoupil do jezuitského řádu. Již v době, kdy studoval teologii na Katolické univerzitě v Lovani, navštěvoval přednášky o Číně, které pořádal italský jezuitský misionář Martino Martini. Tyto přednášky v něm probudily silnou touhu stát se misionářem v Číně. Nedlouho poté, co byl v roce 1654 vysvěcen na katolického kněze, Dorville v Římě kontaktoval Martina Martiniho, aby se spolu o několik let později vydali do Číny.
V dubnu roku 1657 se Martini, Dorville a dalších 17 jezuitů (mimo jiné Ferdinand Verbiest) vydali na plavbu z Lisabonu do Macaa. Po náročné a nebezpečné plavbě, během níž několik misionářů přišlo o život, skupinka jezuitů dorazila do Macaa (17. července 1658) a nějaký čas strávila studiem čínského jazyka. Poté se vydali za misijní činností do oblasti Šan-si.
Dorville však byl brzy povolán do Pekingu a pověřen doprovodem Johanna Gruebera na cestu do Říma. Portugalci však nedávno ztratili svůj obchodní monopol a cestování po moři bylo stále více nebezpečné. Dvojice cestovatelů se proto rozhodla zvolit cestu po souši. Peking opustili v doprovodu muslimského tlumočníka 13. dubna 1661 a 13. července vstoupili do Tibetu. V tibetském hlavním městě Lhasa strávili dva měsíce (říjen a listopad). Po celou dobu jejich pochodu Dorville prováděl řadu geografických výzkumů včetně zaměřování zeměpisné šířky a délky v místech, kudy procházeli. Cestovatelé se z Tibetu dále vydali přes Himálaj do Nepálu. Leden 1662 přitom strávili v Káthmándú. Odtud sestoupili do povodí řeky Gangy. Do Indie vstoupili 8. února 1662 a cestou do Ágry, někdejšího hlavního města Mughalské říše, navštívili mimo jiné Patnu a Benáres. Po příchodu do Ágry (31. března) byl Dorville však natolik vyčerpaný a ochuravělý z cestovních útrap, že týden po příchodu do města – 8. dubna 1662 – zemřel.